# ريبيكا باكن
ريبيكا باكن (بالنرويجية: Rebekka Bakken) هي مغنية وملحنة نرويجية وُلدت في 4 أبريل 1970 في مدينة أوسلو عاصمة النرويج. تُعتبر محترفة في غناء السول والروك والفانك. بدأت الغناء في سنة 1988 وشاركت مع عدة فرق جاز وبوب تراثية.

## روابط خارجية
- ريبيكا باكن على موقع ميوزك برينز (الإنجليزية)
- ريبيكا باكن على موقع أول ميوزيك (الإنجليزية)
- ريبيكا باكن على موقع ديسكوغز (الإنجليزية)